# Таруй

35°22′13″ пн. ш. 136°31′37″ сх. д. / 35.37028° пн. ш. 136.52694° сх. д.
Тару́й (яп. 垂井町, たるいちょう, МФА: [taɾui̯ t͡ɕoː]) — містечко в Японії, в повіті Фува префектури Ґіфу. Станом на 1 квітня 2009 площа містечка становила 57,14 км². Станом на 1 липня 2011 населення містечка становило 28 483 осіб.